# Haselbachtal (Landschaftsschutzgebiet, Sulzbach an der Murr)
Das Haselbachtal ist ein vom Landratsamt Backnang am 15. April 1971 durch Verordnung ausgewiesenes Landschaftsschutzgebiet auf dem Gebiet der Gemeinde Sulzbach an der Murr im Rems-Murr-Kreis.

## Lage und Beschreibung
Das Landschaftsschutzgebiet liegt zwischen den Ortschaften Zwerenberg und Bartenbach. Die beiden Teilgebiete umfassen das Tal des Haselbachs und die ortsnahen Flächen südlich von Zwerenberg. Es gehört zum Naturraum Schwäbisch-Fränkische Waldberge und zum Naturpark Schwäbisch-Fränkischer Wald

## Landschaftscharakter
Das Teilgebiet am Haselbach ist durch ein Mosaik aus Waldflächen und landwirtschaftlichen Flächen geprägt. Das Teilgebiet südlich von Zwerenberg umfasst eine typische Kulturlandschaft in Orstrandlage mit Wiesen, Streuobstwiesen, Feldgehölzen und dem Waldrand, sowie den oberen Teil der Brenntsklinge.